# La nit (pel·lícula)
La nit (títol original en italià La notte) és una pel·lícula italiana del 1961 dirigida per Michelangelo Antonioni. Considerada l'obra amb la qual el director italià assoleix el punt àlgid de la seva carrera cinematogràfica, La notte conté un innovador llenguatge cinematogràfic i patenta una creativitat expressiva que van ser recompensades amb l'Os d'Or de l'onzena edició del Festival Internacional de Cinema de Berlín. La notte és també considerada el capítol més rellevant de l'anomenada triologia "esistenziale" o "dell'incomunicabilit", iniciada amb L'aventura i finalitzada amb L'eclisse. Ha estat doblada al català.

## Argument[3]
A Milà, a començaments de la dècada de 1960, Giovanni Pontano (Marcello Mastroianni), un escriptor d'èxit, i la seva esposa Lidia (Jeanne Moreau), visiten el seu amic Tommaso (Bernhard Wicki), també escriptor, que està a punt morir en un hospital. Després de la visita, es dirigeixen al local on es presenta el nou llibre de Giovanni. El públic envolta Giovanni per dialogar amb ell, i Lidia decideix abandonar el lloc i fer un llarg passeig per la ciutat. Més tard es reuneix amb Giovanni a casa. Ambdós, avorrits de la seva monòtona vida, decideixen sortir a un club nocturn; allà són convidats per assistir a una festa que dona un industrial milionari, Gherardini (Vincenzo Corbella), que en assabentar-se que Giovanni és escriptor, li proposa que escrigui un llibre sobre la seva empresa. A la reunió assisteixen persones que s'han vist afavorides econòmicament pel desenvolupament econòmic italià i que proven de fer-se veure. A Lidia l'ambient no la satisfà i es manté aïllada de la resta. Decideix trucar a l'hospital per saber del seu amic Tommaso, i li responen que ha mort. Deprimida, comença a acceptar les insinuacions amoroses d'un playboy, Roberto, (Giorgio Negro) sense arribar a més. Giovanni pel seu costat, es fascina amb la jove filla de l'industrial Gherardini, Valentina (Monica Vitti). Una tempesta esclata i els convidats abandonen la mansió, quedant només els tres. Lidia veu el seu marit petonejar-se amb Valentina, però no sent gelosia, ja que considera que el seu matrimoni està acabat. Es fa de dia, Lidia i Giovanni abandonen Valentina, que queda molt confosa, i es dirigeixen a un parc. Lidia llegeix una carta d'amor que Giovanni li havia escrit, però que ell no recorda. Ella li diu que ja no sent amor per ell, i Giovanni reacciona provant d'encendre novament la passió entre ambdós. La càmera gira, abandonant l'escena.

## Premis
- 1961: Festival de Berlín: Os d'Or
- 1960: Premis David di Donatello: Millor director

## Repartiment
- Marcello Mastroianni, Giovanni
- Jeanne Moreau, Lidia
- Monica Vitti, Valentina
- Bernhard Wicki, Tommaso
- Maria Pia Luzi, pacient anònim
- Rosy Mazzacurati, Rosy